# Ossature en acier

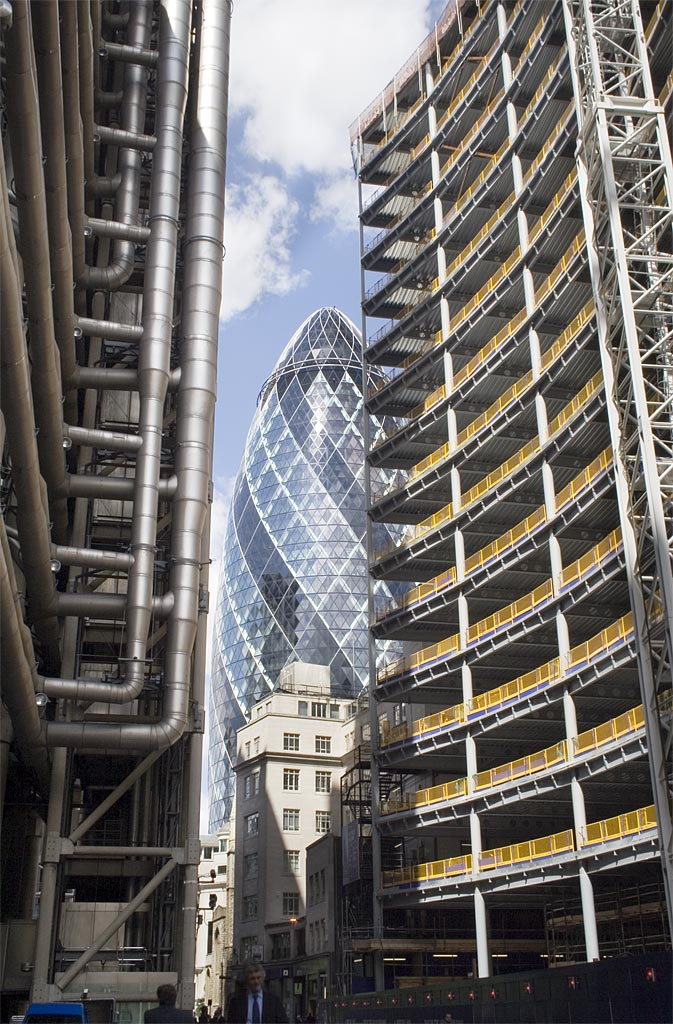
Ossature en acier rectangulaire, ou « charpente périmétrique » du bâtiment Willis (à droite) contrastain avec la charpente diagrille du 30 St Mary Axe, à Londres.

L'ossature en acier est une technique de construction en acier qui a notamment rendu possible la construction des premiers gratte-ciel à la fin du XIXe siècle. Elle est constituée par une ossature de colonnes verticales et de poutrelles en I horizontales  en acier, assemblées selon une grille rectangulaire, pour supporter les planchers, le toit et les murs d'un bâtiment qui sont tous attachés à l'ossature.

## Concept
Le profil en acier laminé, ou section transversale des colonnes en acier, appelé « poutrelle en Ɪ » prend la forme de la lettre « Ɪ ». Les deux ailes larges d'un poteau sont plus épaisses et plus larges que les semelles d'une poutre, afin de mieux résister aux contraintes de compression (en) dans la structure. Des sections tubulaires carrées et rondes en acier peuvent également être utilisées, souvent remplies de béton. Les poutres en acier sont reliées aux colonnes par des boulons et des attaches filetées, et historiquement reliées par des rivets. L'âme de la poutre en I en acier est souvent plus large qu'une âme de colonne pour résister aux moments de flexion plus élevés qui se produisent dans les poutres.
De larges tôles de platelage en acier peuvent être utilisées pour recouvrir le dessus de la charpente en acier en tant que "coffrage" ou moule ondulé, sous une épaisse couche de béton et de barres d'armature en acier. Une alternative populaire consiste en un plancher ou un plancher en béton préfabriqué avec une certaine forme de chape en béton. Souvent, dans les immeubles de bureaux, la surface praticable du plancher est fournie par une forme de système de plancher surélevé, le vide entre la surface de marche et le plancher structurel étant utilisé pour les câbles et les conduits de traitement d'air.
La charpente doit être protégée du feu car l'acier se ramollit à haute température et cela peut entraîner l'effondrement partiel du bâtiment. Dans le cas des colonnes, cela se fait généralement en les enfermant dans une forme de structure résistante au feu telle que maçonnerie, béton ou plaques de plâtre. Les poutres peuvent être encastrées dans du béton, des plaques de plâtre ou recouvertes d'un revêtement pour les isoler de la chaleur du feu ou elles peuvent être protégées par une construction de plafond résistant au feu. L'amiante était un matériau populaire pour l'ignifugation des structures en acier jusqu'au début des années 1970, avant que les risques pour la santé des fibres d'amiante ne soient pleinement compris.
La « peau » extérieure du bâtiment est ancrée à la charpente en utilisant une variété de techniques de construction et en suivant une grande variété de styles architecturaux. Des briques, de la pierre, du béton armé, du verre architectural (en), de la tôle ou simplement de la peinture, ont été utilisés pour recouvrir la charpente afin de protéger l'acier des intempéries.

## Ossatures en acier plié à froid
Les ossatures en acier plié à froid sont des principes d'ossature en tôles d'acier pliées et galvanisées. En anglais elles sont connues sous le nom de Cold-formed steel frames ou Lightweight steel framing (LSF).

## Histoire

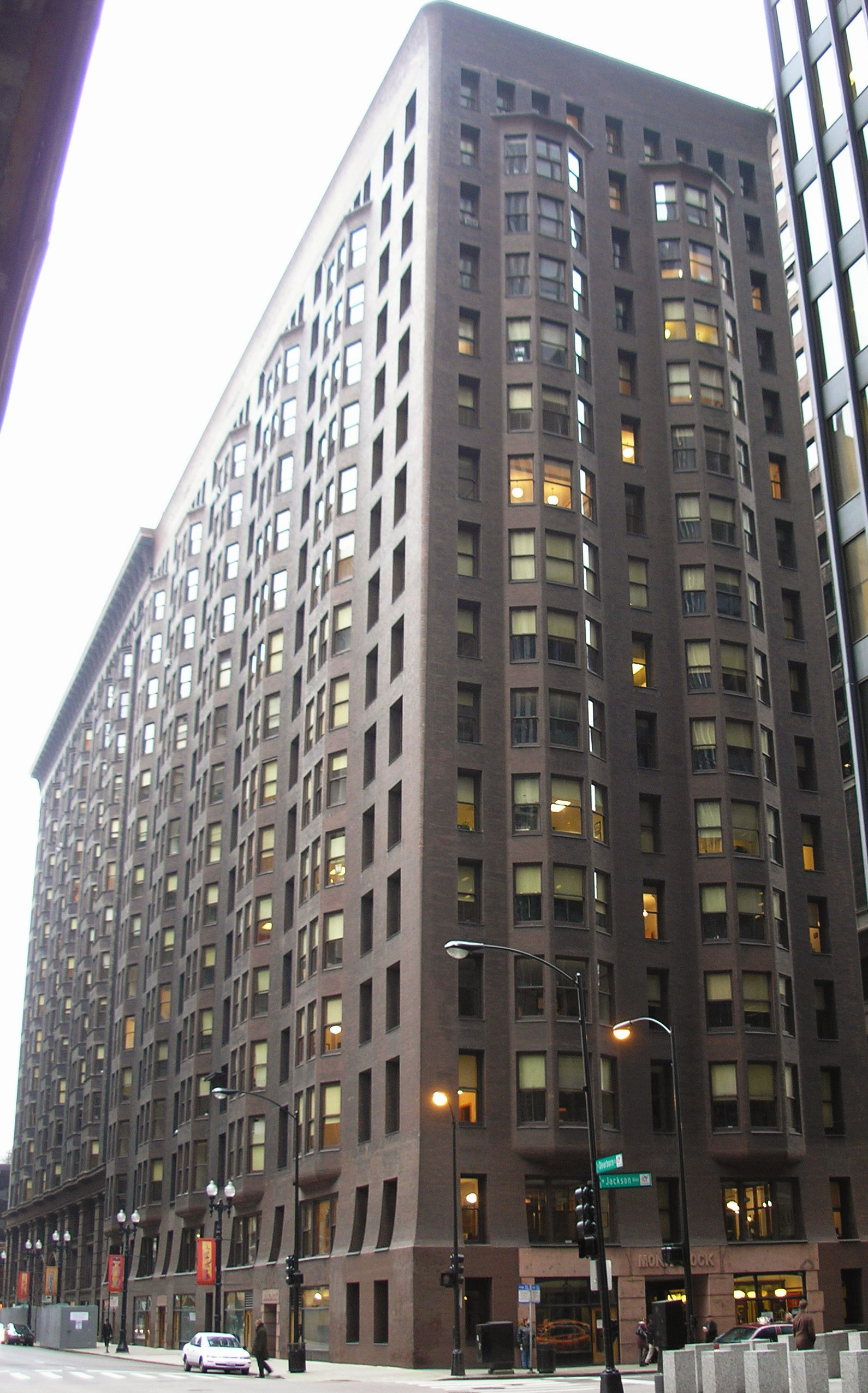
Le Monadnock Building, construit à Chicago par Daniel Burnham et John Wellborn Root entre 1889 et 1891, utilise une ossature en acier.

L'utilisation de l'acier en remplacement du fer à des fins structurelles a d'abord été lente. Le premier bâtiment à ossature de fer, Ditherington Flax Mill (en), avait été construit en 1797, mais ce n'est qu'avec le développement du procédé Bessemer en 1855 que la production d'acier a été rendue suffisamment efficace pour que l'acier soit un matériau largement utilisé. Des aciers bon marché, qui avaient des résistances à la traction et à la compression élevées et une bonne ductilité, étaient disponibles à partir de 1870 environ, mais le fer forgé et la fonte ont continué à satisfaire la majeure partie de la demande de produits de construction à base de fer, principalement en raison des problèmes de production d'acier à partir de minerais alcalins. Ces problèmes, causés principalement par la présence de phosphore, ont été résolus par Sidney Gilchrist Thomas en 1879.
Ce n'est qu'en 1880 qu'une ère de construction basée sur un acier doux fiable a commencé. À cette date, la qualité des produits en aciers était devenue raisonnablement constante.
Le Home Insurance Building, achevé en 1885, a été le premier à utiliser une construction à ossature, supprimant complètement la fonction porteuse de son revêtement en maçonnerie. Dans ce cas, les colonnes en fer sont simplement encastrées dans les murs et leur capacité de charge semble être secondaire par rapport à la capacité de la maçonnerie, en particulier pour les charges de vent. Aux États-Unis, le premier bâtiment à ossature d'acier fut le Rand McNally Building (en) à Chicago, érigé en 1890. À ce jour, les bâtiments à ossature en acier qui figurent parmi les plus anciens sont le Ludington Building à Chicago, œuvre de l'architecte William Le Baron Jenney et érigé entre 1891 et 1892, et le Reliance Building à Chicago, conçu par les architectes Charles B. Atwood et John Wellborn Root, érigé entre 1890 et 1895.
Le Royal Insurance Building de Liverpool conçu par James Francis Doyle (en) en 1895 (érigé de 1896 à 1903) a été le premier à utiliser une charpente en acier au Royaume-Uni.
L'utilisation d'éléments en tôle d'acier pliées à froid dans la construction de bâtiments a commencé dans les années 1850 aux États-Unis et en Grande-Bretagne.